# Президент Вірменії
Президент Вірменії (вірм. Հայաստանի Նախագահ — глава держави, гарант незалежності та територіальної цілісності Вірменії, який обирається Національними зборами Вірменії на один семирічний термін. У парламентській системі Вірменії президент є символічною фігурю та виконує церемоніальні обов'язки, при цьому більша частина політичної влади належить парламенту та прем'єр-міністру.

## Список президентів Вірменії
| № | Ім'я (Роки життя)              | Фото | Початок терміну | Кінець терміну  | Партія                       |
| - | ------------------------------ | ---- | --------------- | --------------- | ---------------------------- |
| 1 | Левон Тер-Петросян (нар. 1945) |      | 1991            | 1998            | Вірменський національний рух |
| — | Роберт Кочарян (нар. 1954)     |      | 1998            | 1998            | незалежний                   |
| 2 | Роберт Кочарян (нар. 1954)     | 1998 | 2008            |                 | незалежний                   |
| 3 | Серж Саргсян (нар. 1954)       |      | 2008            | 2018            | Республіканська партія       |
| 4 | Армен Саркісян (нар. 1953)     |      | 2018            | 2022            | незалежний                   |
| — | Ален Симонян (нар. 1980)       |      | 23 січня 2022   | 13 березня 2022 | Громадянський договір        |
| 5 | Ваагн Хачатурян (нар. 1959)    |      | 13 березня 2022 | Чинний          | незалежний                   |